# Усть-Урень (усадьба)
Усадьба Кузнецова — бывший дом фабриканта М. М. Кузнецова, который находится на территории села Усть-Урень Ульяновской области. С 1999 года — памятник градостроительства и архитектуры.

## История
В 1805 году помещик Степан Степанович Кротков построил в селе суконную фабрику, ещё через пять лет возвёл каменную церковь в честь Рождества Христова. Но он был «кутила и проказник» и вскоре его дела пришли в упадок. Его сын Николай Степанович Кротков во всём походил на отца. Он промотал остатки имения и его с аукциона купил сосед-помещик И. Рютчи. Положение спасла жена сына, Прасковья Михайловна из рода Бестужевых, внучка П. М. Бестужевой (сестра поэта Н. М. Языкова). Прасковья Михайловна была выдана замуж за Николая Николаевича Кроткова будучи очень молодой. Но брак продолжался недолго, в возрасте 25 лет Кроткова овдовела. На её попечении остались двое мальчиков — Николай и Михаил (Мика) и полуразорённое имение в Усть-Урене, которое она сумела выкупить у Рютчи. Во второй половине XIX века она продала суконную фабрику купцу Г. А. Кузнецову, после чего она начинает быстро развиваться. В начале XX в. усть-уренская суконная фабрика принадлежала купцу Михаилу Михайловичу Кузнецову, который в 1900 году перестроил её и совместно с родственниками Я. А. и Г. А. Кузнецовыми основал торговый дом «М. М. Кузнецов». В 1918 году дом фабриканта М. М. Кузнецова был национализирован. В настоящее время в здании расположена Устьуренская средняя общеобразовательная школа.

## Описание
Дом фабриканта Кузнецова расположен в селе Усть-Урень, на улице Центральная. Представляет собой двухэтажное кирпичное здание, выполненное в русском стиле. Дата постройки — конец XIX века. Дом сохранился без существенных изменений в объёмной композиции и планировке. В интерьере частично сохранились элементы первоначальной отделки, тянутый и лепной декор стен и потолков.

## Современное состояние
- Распоряжением Главы администрации Ульяновской области № 959-р от 29.07.1999 г. «Дом фабриканта Кузнецова» включён в список выявленных объектов культурного наследия (памятников истории и культуры) Ульяновской области[1][2].